# Isabella y la maceta de albahaca
Isabella y la maceta de albahaca es una pintura completada en 1868 por William Holman Hunt que representa una escena del poema de John Keats Isabella, or the Pot of Basil, a su vez inspirado en uno de los relatos del Decamerón de Bocaccio. Representa a la protagonista Isabella acariciando la maceta de albahaca en la que había enterrado la cabeza cortada de su amado asesinado Lorenzo.
Hunt había dibujado una ilustración del poema en 1848, poco después de la fundación de la Hermandad Prerrafaelita, pero no la había convertido en una pintura completa. El dibujo representaba una escena muy diferente, representando a Lorenzo como un empleado en el trabajo mientras los hermanos de Isabella estudian sus cuentas y ordenan a sus subordinados.
Hunt volvió al poema en 1866, poco después de su matrimonio, cuando comenzó a pintar varios temas cargados de erotismo. Su pintura sensual Il Dolce Far Niente se vendió rápidamente, y concibió la idea de una nueva obra que representase a Isabella. Habiendo viajado con su esposa embarazada Fanny a Italia, Hunt comenzó a trabajar en la pintura en Florencia. Sin embargo, poco después de dar a luz, Fanny murió de fiebre puerperal en diciembre de 1866. Hunt convirtió la pintura en un monumento a su esposa, usando sus rasgos para Isabella. Trabajó en él de manera constante en los meses posteriores a su muerte, regresó a Inglaterra en 1867 y finalmente lo completó en enero de 1868. La pintura fue comprada y exhibida por el marchante Ernest Gambart.
El cuadro retrata a Isabella, sin poder dormir, como atestigua la sábana que arrastra, los pies descalzos y el ir vestida con un camisón semitransparente, recién levantada de su cama, que se ve con el cubrecama volcado al fondo. Se apoya en un altar que ha creado para Lorenzo a partir de un reclinatorio con incrustaciones elaboradas sobre el que ha colocado una tela ricamente bordada, en la que se leen dos inscripciones:"[el amor] es fuerte como la muerte" en el borde y "Lorenzo" bajo la cerámica  pues sobre la tela se encuentra la vasija de mayólica, decorada con calaveras, en la que está enterrada la cabeza de Lorenzo. Mientras la abraza su abundante y largo cabello fluye sobre la maceta y alrededor de la floreciente planta, reflejando las palabras de Keats de que Isabella "se colgó sobre su dulce albahaca para siempre,/y la humedeció con lágrimas hasta el centro". Detrás de ella, junto a la puerta del dormitorio, hay un par de sandalias de plataforma, junto al borde de un cassone.

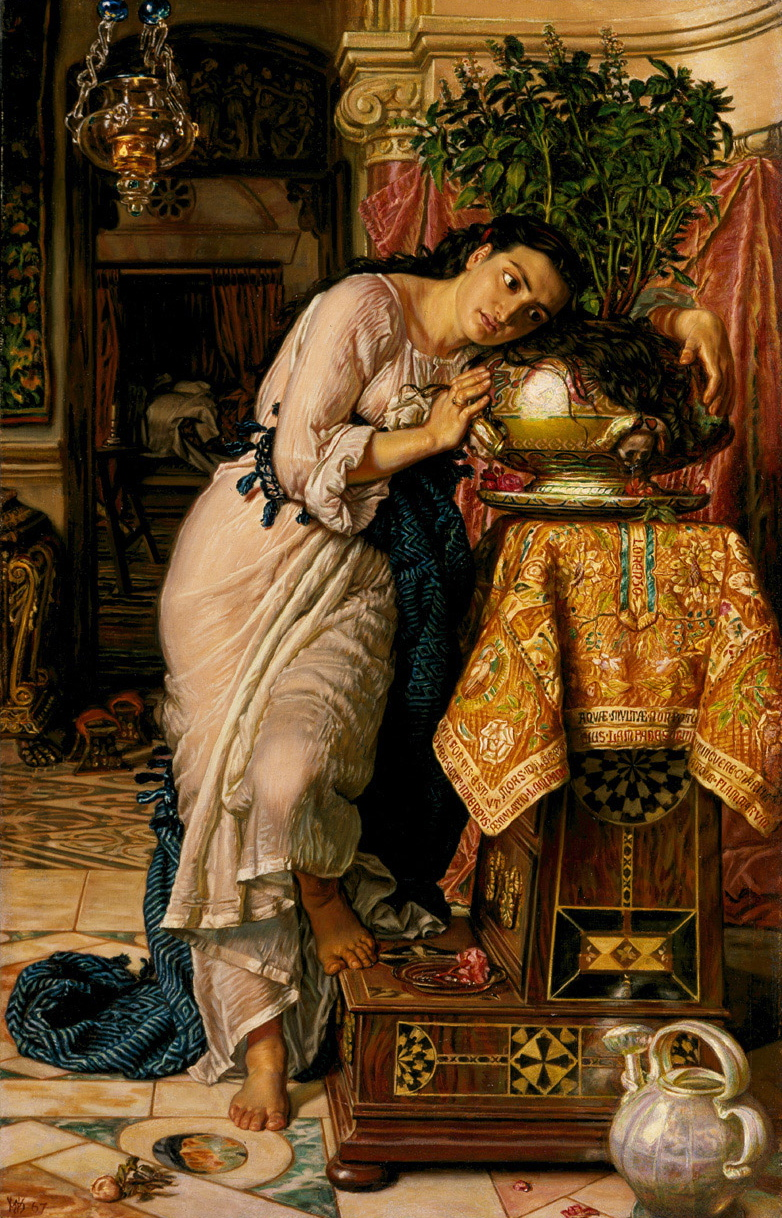
Versión más pequeña pintada por Hunt en 1868, anteriormente propiedad del Museo de Arte de Delaware. Obsérvese que el patrón de la incrustación decorativa en el reclinatorio difiere del original.

El énfasis en la sensualidad, los colores intensos y los objetos decorativos elaborados reflejan el creciente movimiento esteticista y características similares en el trabajo de los asociados prerrafaelitas de Hunt, John Everett Millais y Dante Gabriel Rossetti, como Pot Pourri de Millais y Venus Verticordia de Rossetti. La pose de la figura también se asemeja a la escultura Civilización de Thomas Woolner, que fue modelada en parte por la hermana de Fanny, Alice.
El trabajo de Hunt influyó en varios artistas posteriores, que adoptaron el mismo tema. Las más notables son las pinturas de John White Alexander (1897) y John William Waterhouse (1907). Alexander y Waterhouse reproducen el título de Hunt y desarrollan variaciones sobre su composición. La composición de Alexander adapta el tema a un estilo whistleriano. Waterhouse invierte la composición y sitúa la escena en un jardín, pero conserva el motivo de la regadera y la calavera decorativa.